# Юрий (пролив)
Проли́в Юрий — пролив в Тихом океане, расположенный в Малой гряде Курильских островов. Разделяет острова Юрий и Анучина.
Расстояние между островами Юрий и Анучина около 3 км. Пролив сужается рифами, выступающими от обоих островов. Наименьшая ширина пролива Юрий между изобатами 20 м равна 925 м. Глубины в средней его части 21—54 м.
Русифицированное современное название произошло от айнского «Юри».